# Trophy Truck

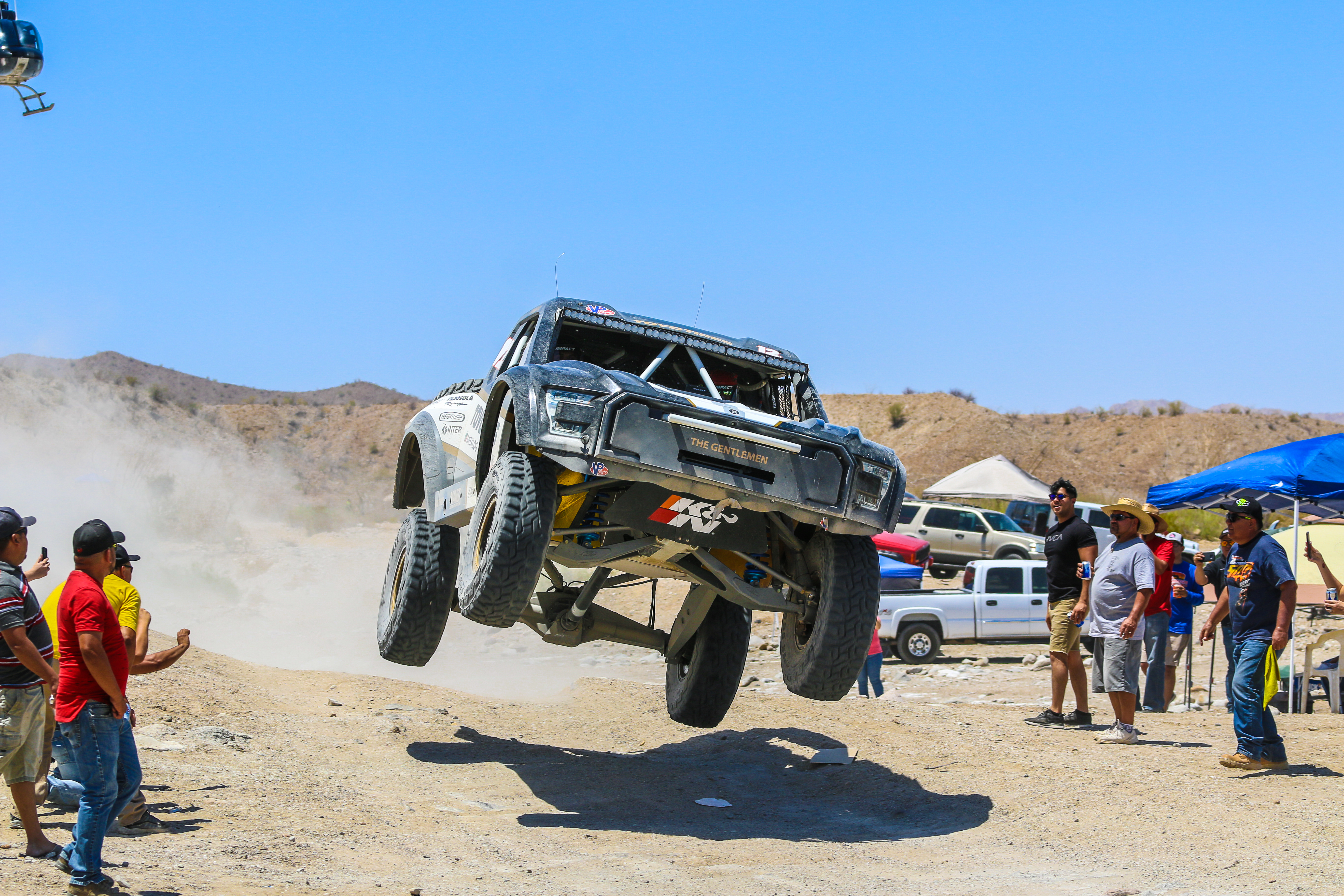
Trophy Truck de Gus Vildósola en la Baja 500 2018

Un Trophy Truck, también conocido como Camioneta Baja o Trick Truck, es un vehículo utilizado en carreras todoterreno de alta velocidad. Esta es una clase de producción abierta y todos los componentes se consideran legales a menos que estén específicamente restringidos.
Si bien cualquier camioneta que cumpla con los estándares de seguridad puede competir en la clase Trophy Truck, en su mayoría cuentan con suspensiones de largo recorrido y motores de alta potencia (800 hp+). Están diseñados únicamente para carreras en el desierto y no son legales para circular por la calle . Estos vehículos se conocen propiamente como "Trophy Trucks" cuando corren en carreras autorizadas por SCORE International,  y "Trick Trucks" cuando se corren en carreras autorizadas por Best in the Desert . 
Desde que se introdujo la clase en 1994, el desarrollo del Trophy Truck ha sido rápido. Antes de esa fecha, las reglas de la Clase 8 de SCORE dictaban que los participantes debían utilizar un marco de producción.  La introducción de la clase Trophy Truck trajo consigo una nueva libertad para los competidores con reglas mínimas en su construcción. El intenso desarrollo del chasis de tubo completo y del recorrido de la suspensión dieron como resultado un rendimiento y una velocidad nunca antes vistos.

## Historia
Sin una fórmula probada, los diseños iniciales de los Trophy Trucks fueron muy variados y, por lo general, no había dos camiones iguales. A lo largo de un proceso de desarrollo de diez años, empresas de ingeniería como Geiser Brothers,  Jimco,  Racer Engineering,  y ID Designs  se hicieron conocidas por producir camiones exitosos. En los últimos años, nuevos fabricantes de camiones como TSCO Racing,  y Mason Motorsports Inc.,  han producido máquinas muy avanzadas y muchos de los mejores corredores han obtenido resultados finales exitosos.

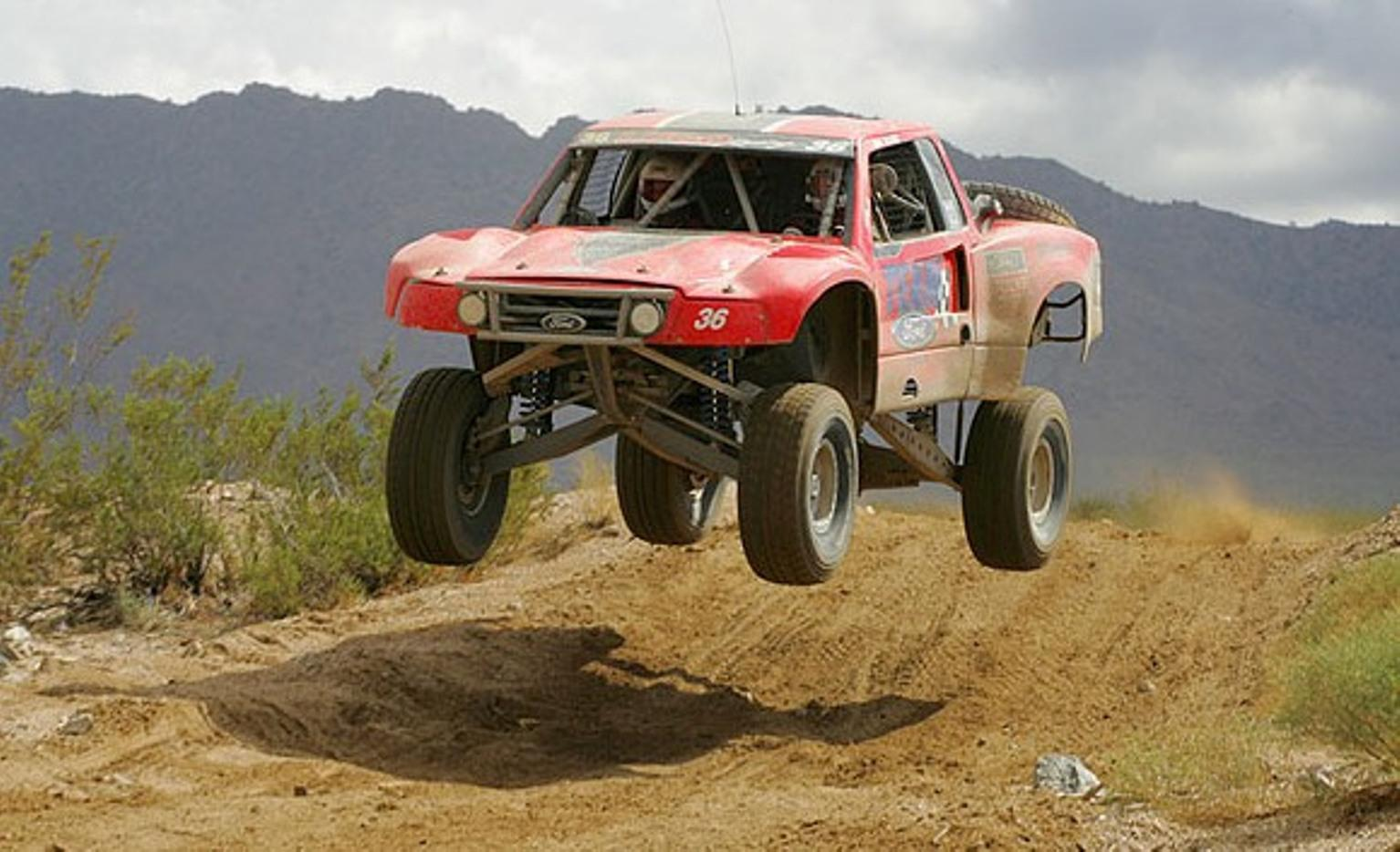
Trophy Truck del equipo Ford de Steve Olliges

Los Trophy Truck tradicionalmente han sido de tracción trasera (RWD), ya que la construcción de componentes de transmisión capaces de soportar la alta potencia y el torque a altas velocidades fuera de carretera era prohibitivamente costosa. Los últimos avances han hecho que más de un fabricante de camiones implemente equipos de tracción total. La mayoría cuenta con un chasis con estructura de tubo de acero cromado 4130 cubierto por una carrocería compuesta diseñada aerodinámicamente. La mayoría de los camiones de trofeos están propulsados por motores V8 de gran cilindrada que producen más de 1100 caballos de fuerza.  Todos los camiones están equipados con una jaula antivuelco de tubo de acero. El Libro de Reglas Internacionales SCORE  define y especifica los requisitos del Trophy Truck
Los motores de gasolina son de aspiración natural, y normalmente son motores Ford o Chevrolet V8, que generan más de 1100 hp y 1288 Newton-metros de torque. Se permiten motores diésel turboalimentados, con un tamaño mínimo de 5,0 litros y un tamaño máximo de 6,6 litros, con dos turbocompresores. Los motores turbo deben estar equipados con un limitador de aire.
El recorrido de la suspensión es de alrededor 24 pulgadas (61,0 cm) de recorrido de la rueda en la parte delantera y 36 pulgadas (91,4 cm) de recorrido en la parte trasera, aunque esto puede variar dependiendo del diseño del chasis. La mayoría de los Trophy Trucks utilizan diseños de suspensión delantera con brazos A independientes. En la parte trasera, la mayoría de los camiones cuentan con una configuración de tres o cuatro enlaces con un eje trasero sólido, mientras que algunos utilizan varios tipos de suspensión independiente. Las funciones de suspensión y amortiguación están a cargo de uno o dos amortiguadores por rueda, que generalmente consisten en un amortiguador con resorte helicoidal y uno con derivación. Fox Racing Shox,  Bilstein,  y King Shocks  son populares entre los competidores.
Los neumáticos suelen ser 39 pulgadas (99,1 cm) de alto o más grande en 17 pulgadas (43,2 cm) llantas de aleación ligera. Los camiones de trofeos suelen llevar dos ruedas de repuesto en caso de pinchazo. El peso húmedo total es de alrededor 3500 libras (1587,6 kg) mínimo, con la masa necesaria para absorber el terreno más accidentado en las carreras por desierto.
La transmisión es una opción automática de tres velocidades o una caja de cambios secuencial de seis velocidades. La caja de cambios TH400 de tres velocidades  es anterior a la Baja 1000, pero sigue siendo popular entre los competidores debido a las largas relaciones de transmisión y la capacidad de manejar los picos de torque causados por las carreras todoterreno. La caja de cambios secuencial de seis velocidades atrae a los competidores debido a la facilidad para cambiar las relaciones de transmisión rápidamente.